# ویل مریک
ویل مریک (انگلیسی: Will Merrick؛ زادهٔ ۹ آوریل ۱۹۹۳) بازیگر اهل بریتانیا است. وی از سال ۲۰۰۹ میلادی تاکنون مشغول فعالیت بوده‌است.
از فیلم‌ها یا برنامه‌های تلویزیونی که وی در آن نقش داشته‌است، می‌توان به اسکینز و دربارهٔ زمان اشاره کرد.